# Tito (usurpatore)
Tito o Quartino (latino: Titus o Quartinus; fl. III secolo) è stato un politico romano usurpatore del titolo di imperatore romano contro Massimino il Trace (235-238).
Tito è il ventinovesimo dei Trenta Tiranni elencati nella Historia Augusta, ma è anche citato da Erodiano. Fu tribuno dei Mori, ma fu deposto da Massimino e trasferito a un incarico civile. Dopo che la rivolta di Magno fu debellata, Tito temette per la propria vita, e prese il potere con riluttanza, venendo obbligato ad accettare il trono dai propri soldati. Governò per sei mesi, e la Historia afferma che meritò lodi sia in patria che all'estero, ma alla fine Massimino soppresse la rivolta, uccidendo Tito.
Un fatto notevole riportato riguarda la moglie di Tito, Calpurnia dei Cesonii, che era stata una sacerdotessa la cui statua, in marmo e bronzo dorato, era collocata nel Tempio di Venere. Si diceva che possedesse le perle appartenute a Cleopatra, e un piatto di argento da trentacinque chili, con istoriate le vicende della sua importante famiglia.